# Leonzio, Ipazio e Teodulo
I santi Leonzio, Ipazio e Teodulo erano militari Romani che, secondo la tradizione Cristiana, vennero martirizzati per la loro fede.
Leonzio era di origine greca, ed era un ufficiale al servizio dell'esercito imperiale nella città fenicia di Tripoli, sotto il regno di Vespasiano (70-79). Si distingueva per il suo coraggio e buon senso, e gli abitanti di Tripoli gli portavano massimo rispetto per la sua virtù.
L'imperatore nominò il senatore romano Adriano governatore del quartiere fenicio, affidandogli il pieno potere di scovare i Cristiani e, in caso avessero opposto il rifiuto di sacrificare agli dèi Romani, di torturarli e ucciderli. Mentre si incamminava verso la Fenicia, Adriano venne a sapere che Leonzio aveva distolto molta gente dall'adorare gli dèi pagani. Il governatore inviò allora il tribuno Ipazio con un distaccamento di soldati a Tripoli per trovare e arrestare immediatamente l'agitatore di folle.
Mentre era in cammino per la città, Ipazio si ammalò gravemente e una notte, quando ormai stava per sopraggiungere la morte, vide in sogno un angelo che gli disse: "Se vuoi essere guarito, tu e i tuoi soldati dovrete dire per tre volte 'Dio di Leonzio, aiutami'."
Aperti gli occhi, Ipazio fissò l'angelo e rispose: "Se ho intenzione di arrestare Leonzio, perché mai dovrei appellarmi al suo Dio?". A quel punto, l'angelo scomparve. Il giorno dopo, il tribuno raccontò del sogno ai suoi soldati, tra i quali c'era anche il suo amico Teodulo, e tutti insieme si convinsero ad obbedire alle parole dell'angelo. Di conseguenza Ipazio venne miracolosamente guarito, tra la grande gioia dei suoi compagni, ma soltanto Teodulo se ne andò in disparte, riflettendo sul prodigio. La sua anima si riempì d'amore per Dio ed egli invitò l'amico Ipazio a partire il più presto possibile per Tripoli, alla ricerca di Leonzio.
Prima del loro arrivo in città, uno sconosciuto li raggiunse e li invitò a casa sua, dove si prodigò a curare i due viaggiatori. Appreso che colui che li ospitava era Leonzio, essi gli s'inginocchiarono.